# ユーレス・ヴェイデンボス橋
ユーレス・ヴェイデンボス橋（ユーレス・ヴェイデンボスはし、英語: Jules Wijdenbosch Bridge, オランダ語: Jules Wijdenboschbrug）はスリナム橋とも呼ばれ、首都パラマリボとコメウィン地方のメールゾルグとの間のスリナム川に架かる橋である。この橋は東西連絡道路の一部であり、元大統領ユーレス・ヴェイデンボスにちなんで命名された。オランダの建設会社バラスト・ネダム社によって建設され2車線で全長1,504 mあり、2000年5月20日に開通した。
- 上空から見た橋
- 道路から見た橋
- 建設中（1999年）
- 宣伝広告